# Glastetra
Glastetra (Prionobrama filigera) är en fiskart som först beskrevs av Cope, 1870.  Glastetra ingår i släktet Prionobrama och familjen Characidae. Inga underarter finns listade i Catalogue of Life.